# Bramatherium perimense
Bramatherium perimense (от санскритского brahman- , именительный падеж brahmā ब्रह्मा, по имени индуистского бога Брахмы и греческого θηρίον «зверь»; буквально «зверь Брахмы») — вымерший вид жирафовых, обитавших на территории Индии и Пакистана в миоцене и плиоцене. Единственный известный вид рода Bramatherium. Строением Bramatherium perimense очень напоминал другого вымершего представителя жирафовых, сиватерия. Он был похож на массивного окапи с напоминающим корону набором из четырех расходящихся оссиконов. Окаменелости и, в частности, исследование зубов позволили предположить, что эти животные обитали в лесах и водно-болотных угодьях.